# Marcel Feige
Marcel Feige (* 17. Dezember 1971 in Kevelaer) ist ein deutscher Schriftsteller. Er schreibt auch unter den Pseudonymen Christoph Brandhurst und Martin Krist.

## Leben und Wirken
Mit 15 Jahren schrieb Marcel Feige eine Kurzgeschichte, die in einer Lokalzeitung abgedruckt wurde. Nach dem Abitur absolvierte Feige ein Volontariat bei den Niederrhein Nachrichten in der Zentralredaktion in Tönisvorst. Da das Anzeigenblatt zur Rheinisch-Bergischen Verlagsgesellschaft gehörte, war Feige während seines Volontariats auch kurzfristig bei der Rheinischen Post tätig. Ab 1992 bis 1993 war er beim Musikmagazin Raveline Autor, Redakteur und später Chefredakteur. Danach war Feige zwei Jahre Chefredakteur des Lifestyletitels Deep, bevor er als Chefredakteur das VDT-Journal redaktionell und konzeptionell relaunchte. Im August 1996 wurde Feige Chefredakteur beim Stadtmagazin Moritz in Heilbronn.
Seit 2002 arbeitet Feige als Schriftsteller in Berlin. Seine Themenschwerpunkte sind Bereiche des Großstadtlebens: Lifestyle, Szene und Subkulturen. Im Jahr 2002 wurde Marcel Feige mit seinen Büchern Schatten über Deutschland. 100 Jahre deutschsprachige Phantastik (herausgegeben mit Frank Festa) und dem Fantasy-Lexikon gleich zwei Mal für den Rheinischen Literaturpreis 2002 nominiert. Allerdings wurde das Fantasy-Lexikon zum Teil auch kritisiert, da es in den Augen der Kritiker eine subjektive, selektive und oberflächliche Darstellung der Thematik sei.
Für das Buch Nina Hagen. That’s why the lady is a punk erhielt er im November 2003 den Corine – Internationaler Buchpreis. Einige der Veröffentlichungen (Piercing Intim (2004), Tattoo- & Piercing-Lexikon (2004) sowie Ich nenne es: Da unten! (2006)) Feiges entstanden in Zusammenarbeit mit Bianca Krause. Seit 2005 schreibt Feige überwiegend Belletristik, darunter die Inferno-Trilogie.

## Schriften
Belletristik (als Marcel Feige)
- Kalte Haut. Goldmann Verlag, München 2012.
- Trieb. Goldmann Verlag, München 2009.
- Gier. Goldmann Verlag, München 2008.
- Wut. Goldmann Verlag, München 2007.
- Macht der Toten - Inferno. Band 3. Festa Verlag, Leipzig 2007.
- Schwester der Toten - Inferno. Band 2. Festa Verlag, Leipzig 2006.
- Ruf der Toten - Inferno. Band 1. Festa Verlag, Leipzig 2005.
- Wächter der Gerechten. Zaubermond-Verlag, Schwelm 2000.
- mit Michael Siefener: Wirrnis. 2 Erzählungen. Verlag Medusenblut, Langerringen 1999.
- Herausgeber mit Frank Festa: Schatten über Deutschland, 100 Jahre deutschsprachige Phantastik. Blitz Verlag, Windeck 1999.

Erotik (als Christoph Brandhurst)
- 23,5 cm harte Arbeit. Pornfighter Long John: Mein Leben als erfolgreichster, deutscher Pornodarsteller. Biografie. Riva Verlag, München 2012.
- Kinky Sex. Die etwas härtere Nummer. Heyne Verlag, München 2011.
- Extrem! 3: Frauen, Männer & Paare erzählen von der Lust an ihrer Leidenschaft. Schwarzkopf & Schwarzkopf Verlag, Berlin 2007.
- Gwen. Tagebuch meiner Lust. Biografie, Schwarzkopf & Schwarzkopf Verlag, Berlin 2007.
- Das geheime Zimmer. Roman. Marterpfahl Verlag, Nehren 2006.
- Ich nenne es: Da unten. Frauen erzählen über ihre Vagina, die Lust und Sex. Schwarzkopf & Schwarzkopf Verlag, Berlin 2006.
- Extrem! 2: Frauen, Männer & Paare erzählen von der Lust an ihrer Leidenschaft. Schwarzkopf & Schwarzkopf Verlag, Berlin 2004.
- Extrem! 1: Frauen, Männer & Paare erzählen von der Lust an ihrer Leidenschaft. Schwarzkopf & Schwarzkopf Verlag, Berlin 2003.

Thriller (als Martin Krist)
- Niemand stirbt allein. R&K, Berlin 2019.
- Hexenkessel. (Freak City 1) R&K, Berlin 2018.
- Stille Schwester. (Henry Frei 2) R&K, Berlin 2018.
- Böses Kind. (Henry Frei 1) R&K, Berlin 2017.
- Brandstifter. Edel Elements, Hamburg 2017.
- Märchenwald. Ullstein Verlag, Berlin 2016.
- Der Tod steckt im Detail. Luzifer-Verlag, Berlin 2015.
- Engelsgleich. Ullstein Verlag, Berlin 2014.
- Drecksspiel. Ullstein Verlag, Berlin 2013.
- Die Mädchenwiese. Ullstein Verlag, Berlin 2012.

Lifestyle & Szene
- Gewaltloser Rebell. Die Lebensgeschichte des Mahatma Gandhi. Beltz & Gelberg, Weinheim 2016.
- I don't have a gun. Die Lebensgeschichte des Kurt Cobain. Beltz & Gelberg, Weinheim 2012.
- Alles über Porno! Schwarzkopf & Schwarzkopf, Berlin 2009.
- Ich bin dann mal pleite. Neues aus der Gesellschaftsmitte. Schwarzkopf & Schwarzkopf Verlag, Berlin 2007.
- Sido. Ich will mein Lied zurück. Biografie. Schwarzkopf & Schwarzkopf Verlag, Berlin 2006.
- Lude! Ein Rotlicht-Leben. Biografie. Schwarzkopf & Schwarzkopf Verlag, Berlin 2006.
- Wa(h)re Lust. Schwarzkopf & Schwarzkopf Verlag, Berlin 2004.
- Piercing Intim: Ein sinnlicher Bildband. Schwarzkopf & Schwarzkopf Verlag, Berlin 2004.
- Ein Tattoo ist für immer. Die Geschichte der Tätowierung in Deutschland. Schwarzkopf & Schwarzkopf Verlag, Berlin 2003.
- Das Lexikon der Prostitution. Das ABC der Ware Sex. Lexikon Imprint Verlag, Berlin 2003.
- Nina Hagen. That’s why the lady is a punk. Biografie. Schwarzkopf & Schwarzkopf Verlag, Berlin 2002.
- Tattoo Theo. Der Tätowierte vom Kiez. Biografie. Schwarzkopf & Schwarzkopf Verlag, Berlin 2001.
- Big Brother-TV. Wie Reality-Soaps das Fernsehen verändern. Schwarzkopf & Schwarzkopf Verlag, Berlin 2001.
- Das grosse Lexikon über Stephen King. Das Kompendium des King of Horror - die Romane und Filme, Orte und Figuren. Lexikon Imprint Verlag / Schwarzkopf & Schwarzkopf, Berlin 2001.
- Deep in Techno. Die ganze Geschichte des Movements. Schwarzkopf & Schwarzkopf Verlag, Berlin 2000.
- Das Tattoo- und Piercing Lexikon. Schwarzkopf & Schwarzkopf Verlag, Berlin 2000.

## Auszeichnungen
- 2003: Corine Internationaler Buchpreis für das Buch „Nina Hagen - That's Why The Lady Is A Punk“